# Seán Thomas
Seán Thomas (Dublino, ... – Dublino, 24 giugno 1999) è stato un allenatore di calcio irlandese.
Iniziò la carriera da allenatore con brevi periodi alla guida degli Sligo Rovers e dell'Home Farm, prima di trasferirsi agli Shamrock Rovers, la squadra più vincente della nazione, nel 1961. Nei tre anni trascorsi qui vinse un titolo nazionale, due coppe d'Irlanda, una coppa di lega e due scudi di lega. La sua squadra partecipò inoltre alla Coppa delle Fiere 1963-1964; in tale competizione, pur venendo eliminata, la squadra colse un pareggio contro il Valencia allo Stadio Mestalla (2-2). Al termine della stagione 1963-1964, nonostante i successi ottenuti, si congedò dagli Hoops e passò ad allenare il Bohemians; peraltro in quel periodo la rivalità tra le due squadre era più mite rispetto ai decenni successivi. Fu il primo manager della storia dei Bohs, in quanto precedentemente vi erano stati solamente istruttori e un comitato di selezione. Seán colse subito buoni risultati portando i Bohemians al terzo posto nella stagione 1964-1965, a dispetto del dodicesimo ottenuto nella stagione precedente. A seguito di ciò Thomas ottenne un riconoscimento individuale, cioè il "SWAI Personality of the Year" (traducibile come "personalità dell'anno") assegnato dalla Football Association of Ireland. Nella stagione 1965-1966 ottenne un altro terzo posto, nonostante lo status dilettantistico della squadra. Il miglior risultato arrivò nella stagione 1966-1967, conclusasi con il secondo posto. I risultati ottenuti gli valsero la chiamata dei Boston Shamrocks, squadra statunitense. Thomas accettò l'incarico, ma poiché la squadra non riuscì ad ottenere un posto nella lega maggiore, ritornò al Dalymount Park in meno di un anno. Nel frattempo i Bohemians erano ritornati in fondo alla classifica, con il dodicesimo posto della stagione 1967-1968; il club versava inoltre in non buone condizioni finanziarie. Thomas non riuscì a migliorare la situazione, e nella stagione 1968-1969 la squadra terminò di nuovo al dodicesimo posto. Nel febbraio 1969 si verificò un forte cambiamento nella società, che decise di permettere i pagamenti ai calciatori diventando semi-professionistica. La nuova condizione societaria permise l'acquisizione di calciatori migliori ed in virtù di ciò, nel 1970, i Bohemians di Thomas superarono gli Sligo Rovers nella finale di coppa d'Irlanda e conquistarono il primo trofeo dopo 34 anni senza vittorie. La vittoria in coppa nazionale consentì ai Bohs di partecipare per la prima volta nella loro storia ad una competizione europea: nella Coppa delle Coppe 1970-1971, tuttavia, vennero eliminati al turno preliminare dai cechi del TJ Gottwaldov. Il campionato si concluse invece con il quarto posto. Nella stagione 1971-1972 i Bohemians arrivarono terzi qualificandosi alla Coppa UEFA 1972-1973, nella quale vennero eliminati dal Colonia al primo turno. In quest'ultima stagione di Thomas alla guida dei dublinesi, la squadra arrivò di nuovo terza in campionato. Nel giugno 1973 Seán Thomas venne scelto come allenatore temporaneo della Nazionale irlandese dopo le dimissioni di Liam Tuohy. L'Irlanda giocò una sola partita con Thomas alla guida, precisamente un'amichevole contro la Norvegia svoltasi all'Ullevaal Stadion il 6 giugno e conclusasi 1-1. Nell'ottobre 1973 fu scelto Johnny Giles come allenatore "a tempo pieno" della Nazionale e Thomas venne congedato. Allenò in seguito gli Shamrock Rovers per la seconda volta, vincendo una coppa di lega nel 1977. Concluse la carriera guidando Athlone Town e Bray Wanderers.

## Palmarès
- Campionato irlandese: 1

Shamrock Rovers: 1963-1964
- Coppa d'Irlanda: 3

Shamrock Rovers: 1961-1962, 1963-1964
Bohemians: 1969-1970
- Coppa di Lega irlandese: 1

Shamrock Rovers: 1976-1977
- Scudo di Lega irlandese: 2

Shamrock Rovers: 1962-1963, 1963-1964
- Top Four Cup: 1

Bohemians: 1972
- Dublin City Cup: 1

Shamrock Rovers: 1963-1964